# Stéphanie Lange

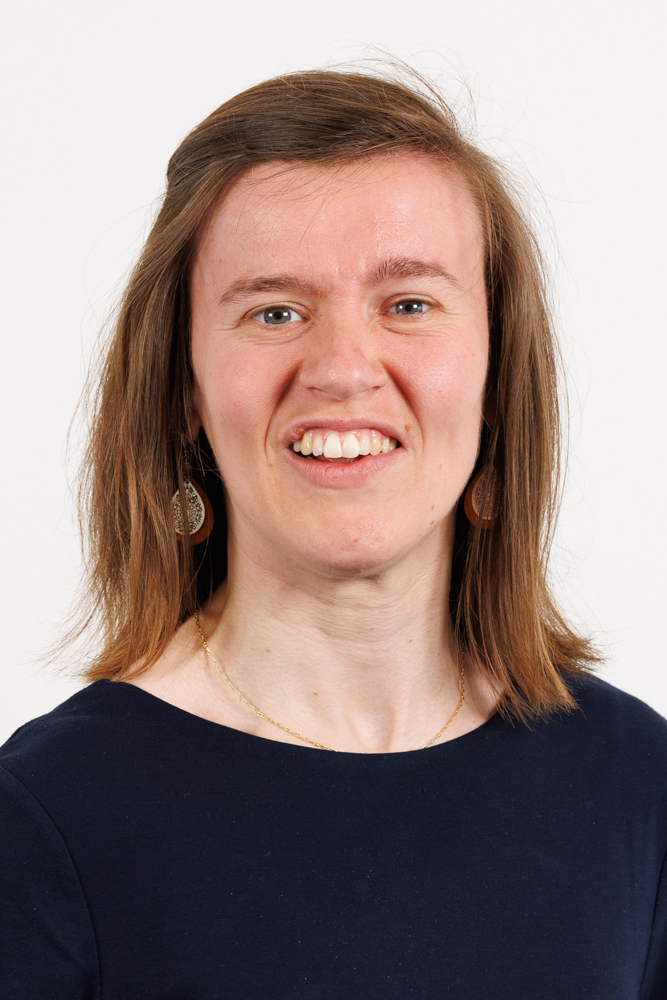
Stéphanie Lange

Stéphanie Lange (Gent, 6 januari 1995) is een Belgisch politica voor Les Engagés.

## Biografie
Lange studeerde in 2019 af als master in de rechten, optie gezondheidsrecht en Europees recht aan de UCL.
Van januari tot juli 2019 werkte ze als juridisch adviseur voor gezondheid en gehandicaptenbeleid op het kabinet van Céline Fremault, toenmalig Brussels minister voor het cdH, tot 2022 de voorloper van Les Engagés. Nadien was Lange van 2019 tot 2020 attaché voor Iriscare, de Brusselse gewestelijke instelling voor welzijn, zorg en sociale bijstand, en van 2021 tot 2024 raadgever bij CEPESS, de studiedienst van cdH/Les Engagés.
Bij de Brusselse gewestverkiezingen van juni 2024 werd Stéphanie Lange verkozen in het Brussels Hoofdstedelijk Parlement. Ze was de eerste persoon met een beperking in deze functie werd verkozen. Tevens werd ze afgevaardigd naar het Parlement van de Franse Gemeenschap, waar ze lid werd van de commissie Kind, Jeugd, Jeugdhulp, Justitiehuizen, Gezondheid, Vrouwenrechten en Gelijke Kansen.
Op lokaal politiek niveau is Lange sinds februari 2025 OCMW-raadslid van Etterbeek.